# Barlinek
Barlinek (in tedesco Berlinchen) è un comune urbano-rurale polacco del distretto di Myślibórz, nel voivodato della Pomerania Occidentale. Città natale del campione di scacchi Emanuel Lasker, ricopre una superficie di 258,77 km² e nel 2005 contava 19 493 abitanti.

## Località
Comunità urbane e rurali di Barlinek e nome tedesco fino al 1945:
| - Dziedzice (Deetz) - Dzikowo (Dieckow) - Dzikówko (Neu Dieckow) - Jarząbki (Steinwehrsruh) - Krzynka (Kriningswerder) - Lutówko (Albertinenburg) - Łubianka (Breitebruch) - Moczkowo (Tobelhof) - Moczydło (Mückeburg) - Mostkowo (Chursdorf) | - Okunie (Wuckensee) - Osina (Espenbusch) - Ożar (Berlinchener Feld) - Płonno (Klausdorf) - Równo (Ruwen) - Rychnów (Richnow) - Strąpie (Trampe) - Swadzim (Swadzim) - Żydowo (Siede) |

## Amministrazione

### Gemellaggi
- Eksjö